# Katarina Frostenson
Alma Katarina Frostenson Arnault (Estocolmo,  5 de marzo de 1953) es una escritora sueca miembro 18 de la Academia Sueca desde 1992. Tiene la Legión de Honor. Y ganó en 2016 el Premio de Literatura del Consejo Nórdico por Sånger och fórmulas (Cantos y fórmulas). Ha trabajado como traductora y es conocida sobre todo por su obra poética. Está casada con el fotógrafo y escritor francés Jean-Claude Arnault.

## Obra
- I mellan (1978)
- Raymond Chandler och filmen (1978)
- Lars Ahlins Huset har ingen filial (1978)
- Rena land (1980)
- Den andra (1982)
- I det gula (1985)
- Samtalet (1987)
- Stränderna (1989)
- Överblivet (1989)
- 4 monodramer (1990)
- Joner : tre sviter (1991)
- Berättelser från dom (1992)
- Samtalet : Stränderna : Joner (1992)
- Artur Lundkvist : inträdestal i Svenska akademien (1992)
- Tankarna (1994)
- 3 monodramer (1995)
- Traum : Sal P (1996)
- Vägen till öarna (1996)
- Staden - en opera (1998)
- Korallen (1999)
- Endura (2002)
- Karkas : fem linjer (2004)
- Ordet : en passion (2006)
- Tal och regn (2008)
- Flodtid (2011)
- Tre vägar (2013)
- Sånger och formler (2015)